# Gulbröstad spettpapegoja
Gulbröstad spettpapegoja (Micropsitta meeki) är en fågel i familjen asiatiska och australiska papegojor inom ordningen papegojfåglar.

## Utbredning och systematik
Gulbröstad spettpapegoja delas in i två underarter:
- M. m. meeki - förekommer i Amiralitetsöarna
- M. m. proxima - förekommer i Bismarckarkipelagen (St Matthiasöarna och Emirau)

## Status
Trots det begränsade utbredningsområdet och att den tros minska i antal anses beståndet vara livskraftigt av internationella naturvårdsunionen IUCN. 

## Namn
Fågelns vetenskapliga artnamn hedrar Albert Stewart Meek (1871-1943), engelsk upptäcktsresande och samlare verksam på New Guinea samt i Melanesien och Australien.